# Schwabthal
Schwabthal ist ein Gemeindeteil der oberfränkischen Stadt Bad Staffelstein im Landkreis Lichtenfels.

## Geographie
Das Dorf Schwabthal liegt etwa sieben Kilometer südöstlich von Bad Staffelstein am Fuß der Weißjurahochfläche östlich des Maintals. Das Dorf wird vom Tiefentalbach, der in die Döritz mündet, Richtung Westen durchflossen. Die Staatsstraße 2204 führt an Schwabthal vorbei.
Schwabthal ist geprägt durch den Tourismus mit einer Vielzahl von Hotels, Gasthöfen, Ferienwohnungen sowie Gästezimmer mit etwa 400 Betten und die Rehabilitationsklinik Lautergrund der Deutschen Rentenversicherung Berlin-Brandenburg mit rund 180 Betten.

## Geschichte
Spuren keltischer Siedlungen befinden sich um Schwabtal. Das Dorf wurde erstmals zum Jahr 1065 im Bamberger Domnekrolog von 1285 bis 1287 bei der Jahrtagstiftung des Bamberger Bischofs Gunther bezüglich seiner Güter „in Swaptal“ für die Dombrüder erwähnt.
1801 gehörte die Landeshoheit, der Zent, die Dorf-, Gemeinde- und Flurherrschaft dem Lichtenfelser Amt des Bamberger Fürstbischofs. Die Einwohner waren nach Uetzing eingepfarrt. Schwabthal als unterer Teil und der Nachbarort End als oberer Teil bildeten ein Dorf. Dieses bestand aus einem Gemeindehirtenhaus und 33 Lehen, davon 17 des Klosters Langheim. Darunter befanden sich zwei Mühlen am Trebitzbach (heute Döritzbach).
1862 erfolgte die Eingliederung der Landgemeinde Schwabthal, bestehend aus den vier Orten End, Kaider, Kümmersreuth und Schwabthal, in das neu geschaffene bayerische Bezirksamt Staffelstein. 1871 hatte das Dorf Schwabthal 87 Einwohner und 43 Gebäude. Die katholische Schule und Kirche befanden sich im 1,2 Kilometer entfernten Frauendorf. 1900 umfasste die Landgemeinde Schwabthal eine Fläche von 1141,90 Hektar, 365 Einwohner, von denen alle katholisch waren, und 73 Wohngebäude. 78 Personen lebten in Schwabthal in 18 Wohngebäuden.
1925 lebten 78 Personen in 18 Wohngebäuden, 1950 waren es 98 Einwohner und 14 Wohngebäude, die zuständige evangelische Pfarrei befand sich in Staffelstein. Weitere Gemeindeteile auf Schwabthaler Gemarkung wurden die 1950 neu mitgeteilte Ansiedlung Tiefenthal und die 1958 von der Landesversicherungsanstalt Berlin eröffnete Heilstätte Schwabthal für Tuberkulosekranke, heute Rehabilitationsklinik Lautergrund der Deutschen Rentenversicherung. 1961 hatte die Heilstätte Schwabthal 169 Einwohner und 11 Wohngebäude. Sie hat den amtlichen Ortsnamen „Kurklinik Lauterggrund“. 
Bei der Volkszählung am 27. Mai 1970 zählte der Ort Schwabthal 62 und die Gemeinde 545 Einwohner. Am 1. Oktober 1970 wurde die Gemeinde Frauendorf  eingegliedert, die bei der Volkszählung 146 Einwohner hatte.
Am 1. Juli 1972 wurde der Landkreis Staffelstein aufgelöst und Schwabthal in den Landkreis Lichtenfels eingegliedert. Am 1. Januar 1978 folgte die Eingemeindung nach Staffelstein. Im Jahr 1987 hatte das Dorf 98 Einwohner sowie 28 Wohngebäude.

## Baudenkmäler
In der Bayerischen Denkmalliste sind für Schwabthal sechs Baudenkmäler aufgeführt.